# Conneaut Lake Park
Conneaut Lake Park est une station balnéaire et un parc d'attractions situé à Conneaut Lake, en Pennsylvanie, aux États-Unis. Il est connu comme destination touristique régionale depuis 1892. Le parc possède Blue Streak, un parcours de montagnes russes en bois classé comme "historique" par les American Coaster Enthusiasts. Conneaut Lake est le plus grand lac naturel de Pennsylvanie et est une station estivale populaire des plaisanciers en raison de l'absence de limite de puissance sur le lac.

## Historique

### Exposition Park
Conneaut Lake Park a été fondé en 1892 sous le nom d'Exposition Park par le colonel Frank Mantor en tant que foire et exposition permanente pour le bétail, les machines et les produits industriels de l'ouest de la Pennsylvanie. En 1977, avant cette époque, 283 ares de terrain sur lequel le parc est situé ont été achetés par Aaron Lynce. La compagnie de Mantor, la Conneaut Lake Exposition Company, a acheté 71 hectares supplémentaires de terres adjacentes, dont 30 ont été remises à M. Lynce pour l'achat de sa parcelle.

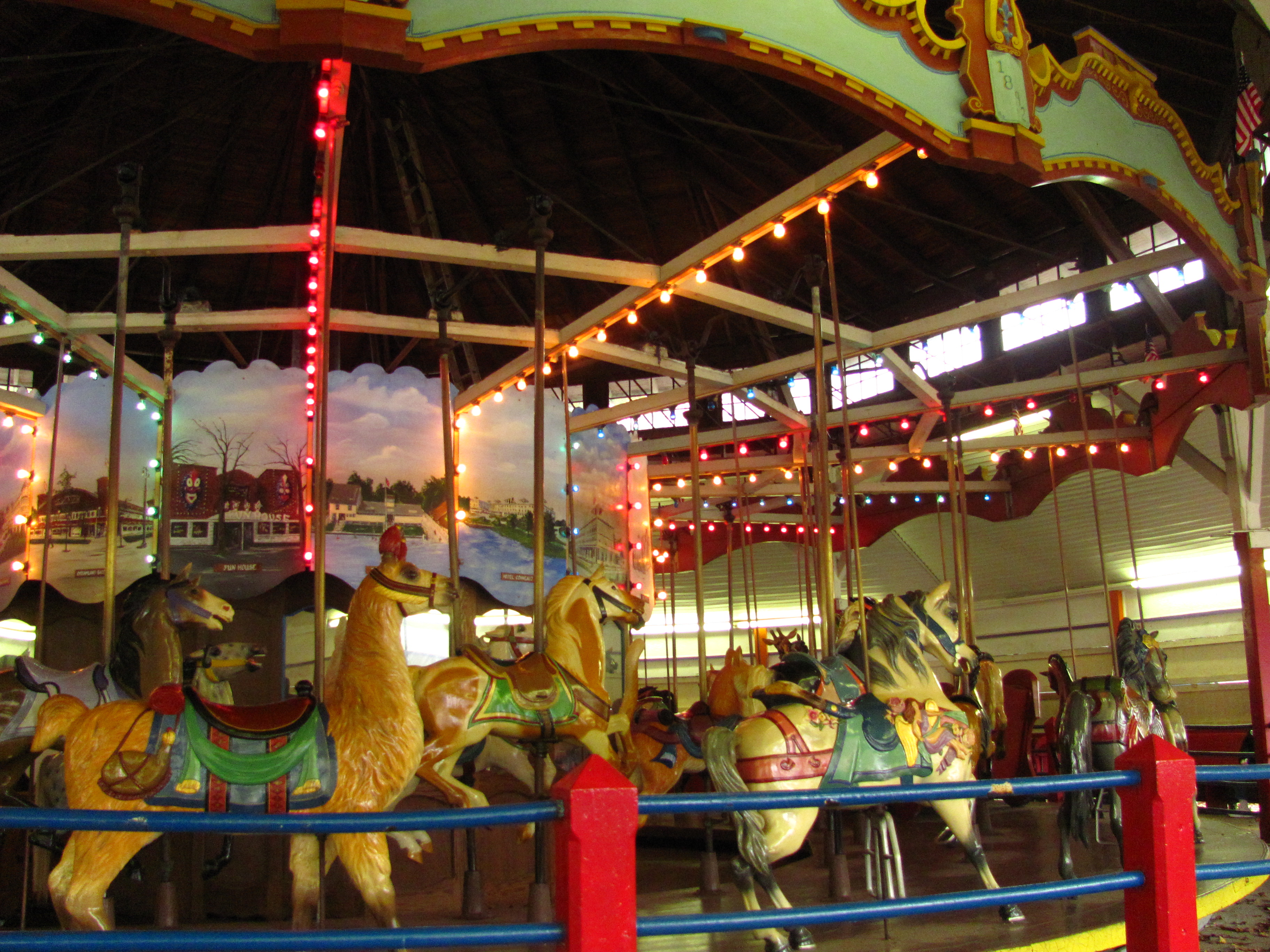
Le carrousel de 1899.

Au cours de ses premières années, les bâtiments d'Exposition Park comprenaient une salle de danse, une salle de congrès (pour les conférences) et un bain public. La première attraction mécanique du parc fut un carrousel ouvert en 1899.
La propriété du parc fut transférée à la Pittsburgh & Shenango Valley Railroad en 1901, au cours de laquelle plusieurs hôtels ont été construits sur la propriété. Initialement accessible uniquement en bateau ou en train, le service de tramway a été étendu au parc en 1907. Avec sa présence en bord du lac, ses hôtels et son emplacement isolé, le parc est devenu une destination de villégiature populaire. Même si plusieurs des bâtiments originaux du parc ont été détruits dans un incendie de 1908, de nouveaux remplacements de blocs de béton ont été construits, y compris la salle de bal Dreamland.

### Changement de nom et développement

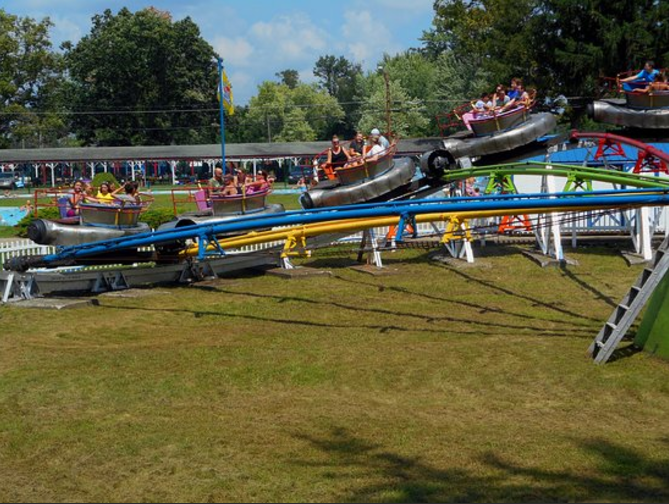
Tumble Bug

Le parc a été rebaptisé "Conneaut Lake Park" en 1920 pour annoncer son orientation vers plus d'attractions et de manèges. Durant ces années, des attractions comme le Tumble Bug, les autos tamponneuses et un parcours de montagnes russes en figure de 8 (plus tard renommé The Jack Rabbit). En 1938, les montagnes russes Blue Streak, ont été ajoutées.
En 1943, une grande partie de l'Hôtel Conneaut a été détruite dans un incendie. Face à la concurrence des parcs à thème appartenant à des entreprises, Conneaut Lake Park ajoute une croisière scénique et d'autres nouvelles attractions dans les années 1960. Le service de tramway ayant été interrompu, la nouvelle priorité du parc devient la construction d'une route vers le parc. 
Fairyland Forest, un walk-through utilisant des personnages de contes de fées et des animaux pour attirer les familles et les jeunes enfants ouvre. Bien que populaire, la zone fini par être négligée et ferme en 1985. Elle est remplacée par Camperland en 1986.

### Changements de propriété et déclin

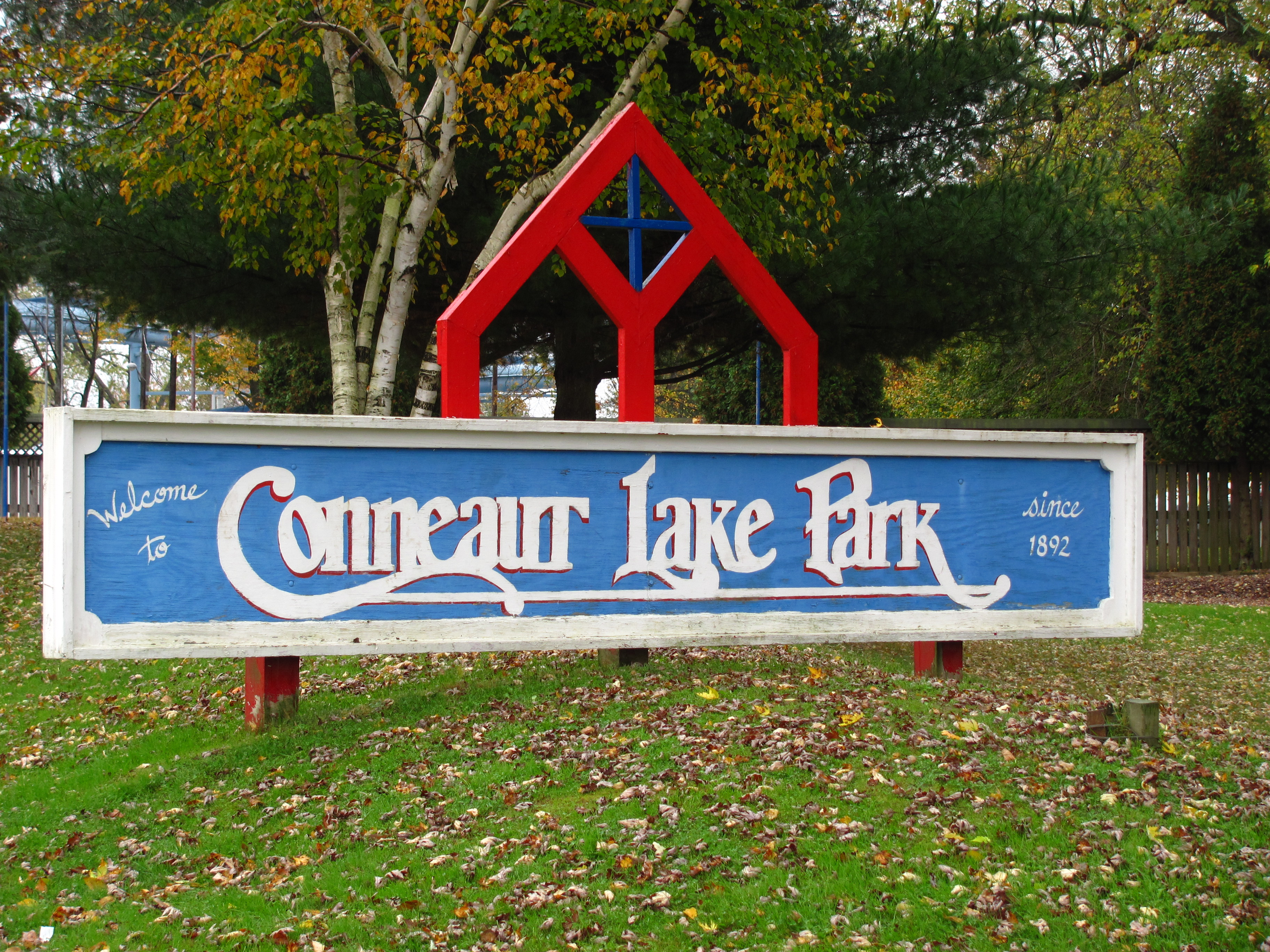
Enseigne du parc

Dans les années 1990, une série de changements de propriétaires ont eu des répercussions sur le parc. En 1974, le Dr John et Mary Gene Winslow Flynn ont pris possession du parc par l'entremise d'un prêt de 750 000 $ et l'expansion a ralenti. Charles Flynn, associé de longue date du maire de New York Ed Koch et fils du Dr John et Mary Gene a décidé de quitter la politique et de s'impliquer activement dans l'entreprise familiale. Au début des années 1980, des manèges tels que le Paratrooper et le Yo-Yo ont été ajoutés. Le front de mer a été amélioré.
Pour une grande partie de son histoire, Conneaut Lake Park a fonctionné comme une zone partageant voie publique et parc d'attractions, car la circulation locale et les habitations riveraines étaient entrecoupés de manèges. Park Avenue et Comstock Street, les principaux sentiers de promenade du parc, ont été partagés par les clients et les véhicules. Bien que gênant parfois, les locaux étaient fiers de l'attrait unique de cet aménagement. Pour rester compétitif, la décision a été prise de fermer l'enceinte du parc pour la saison 1990. Pour la première fois dans sa longue histoire, l'admission au parc devenait payante. Dans une lettre aux clients expliquant ce changement, Flynn a déclaré : « Les parcs traditionnels tombent comme des mouches et il est temps que nous réalisions que nous devons prendre des mesures maintenant et sauver notre parc avant qu'il ne soit trop tard pour y remédier ».
Le nouveau format de parc, associé à un été pluvieux, a entraîné une baisse de fréquentation. Dans un effort pour lever des capitaux, plusieurs manèges ont été vendus. Après une autre saison désastreuse, une décision fut annoncée: le parc, à l'exception du parc aquatique, serait nivelé et un nouveau complexe de divertissement familial serait construit sur la propriété. Le nouveau complexe de divertissement familial mettrait l'accent sur des événements spéciaux, des concerts, des pique-niques et des activités sans attractions mécaniques, telles que des infrastructures sportives ou des labyrinthes. Les montagnes russes Blue Streak, qui nécessitaient des réparations estimées à 100 000 $, seraient détruites.
Les attractions du parc ont été vendus aux enchères, un groupe de quatre hommes d'affaires locaux ont fait un effort concerté pour en acheter le plus grand nombre possible. Ce groupe a ensuite acheté le parc de la famille Flynn dans le but de le préserver en tant que parc d'attractions traditionnel. Bien que près d'un million de dollars aient été consacrés à la modernisation et à la remise à neuf du parc, la fréquentation a continué de diminuer, en partie à cause d'une mauvaise perception du public qui pensait que le parc avait complètement fermé.
En 1995, le propriétaire a déclaré faillite. Cependant, durant la saison 1996, un groupe appelé Summer Resorts, Inc., sous la direction de Gary Harris, a finalisé l'achat du parc. Bien que Harris soit arrivé à Conneaut Lake avec une histoire d'accusations criminelles, les résidents étaient optimistes sur le sort du parc. Le parc a rouvert le 4 juillet 1996, mais de nouveaux problèmes ont surgi en 1997 quand Harris a été reconnu coupable d'évasion fiscale. Pour l'aider à sortir de ses difficultés juridiques, Harris a donné le parc endetté à la communauté de Conneaut Lake en 1997, mais a ensuite intenté une action en justice en prétendant qu'il avait un bail de 99 ans sur le terrain du parc et qu'il avait conservé la propriété de plusieurs manèges. Lorsqu'il perdit ce procès en 2001, la propriété est revenue à un syndicat nommé par le tribunal.

### Début des années 2000 et renaissance

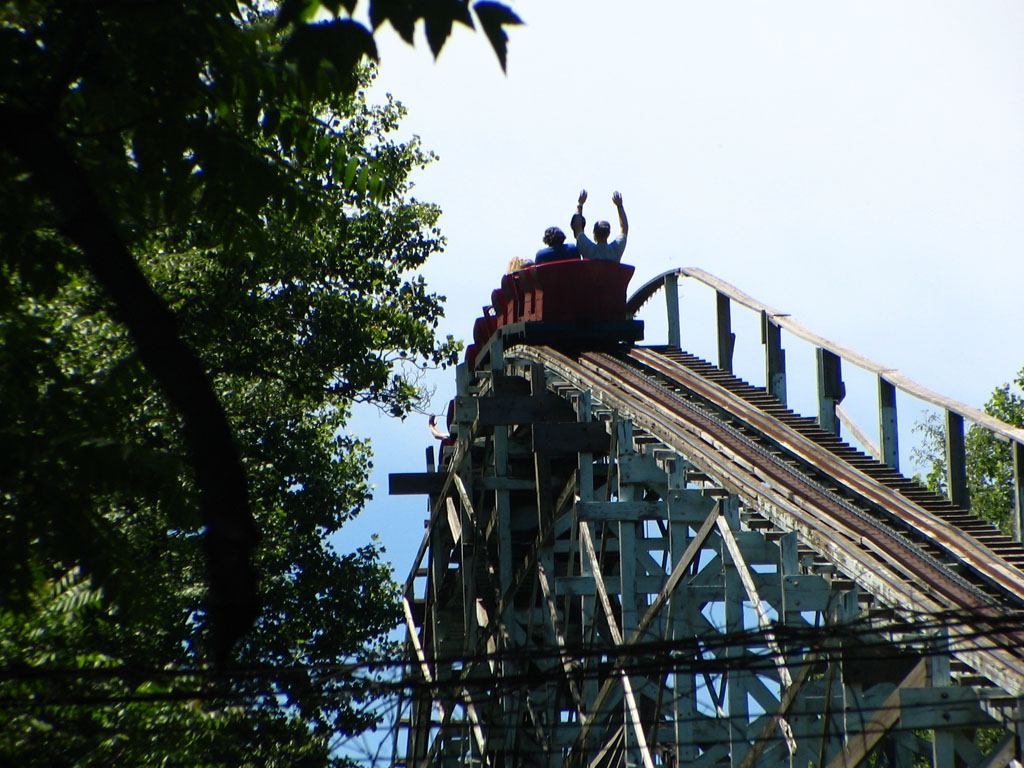
Montagnes russes Blue Streak

Le parc a repris du service sous la supervision d'une société à but non lucratif, The Trustees of Conneaut Lake Park. Pendant ce temps, le parc a connu un regain d'intérêt, entraîné en partie par groupes de passionnés de parcs d'attractions et de montagnes russes. Plusieurs attractions du parc, dont le Devil's Den et le Blue Streak, ont été réparés par des bénévoles. En août 2010, le parc a reçu 50 000 $ de fonds provenant d'un concours commandité par Pepsi pour la restauration du Blue Streak.
Plusieurs incendies ont détruit des bâtiments sur la propriété, notamment un incendie en 2008 qui a détruit la salle de bal Dreamland et un incendie le 1er août 2013 qui a détruit le restaurant et le bâtiment du front de mer,.

## Le parc d'attractions

### Attractions

#### Montagnes russes
- Blue Streak, montagnes russes en bois de 1938.
- Little Dipper, montagnes russes junior des années 1950 par Allan Herschell
- Devil's Den, train fantôme de 1968 par Pretzel Amusement Ride Company

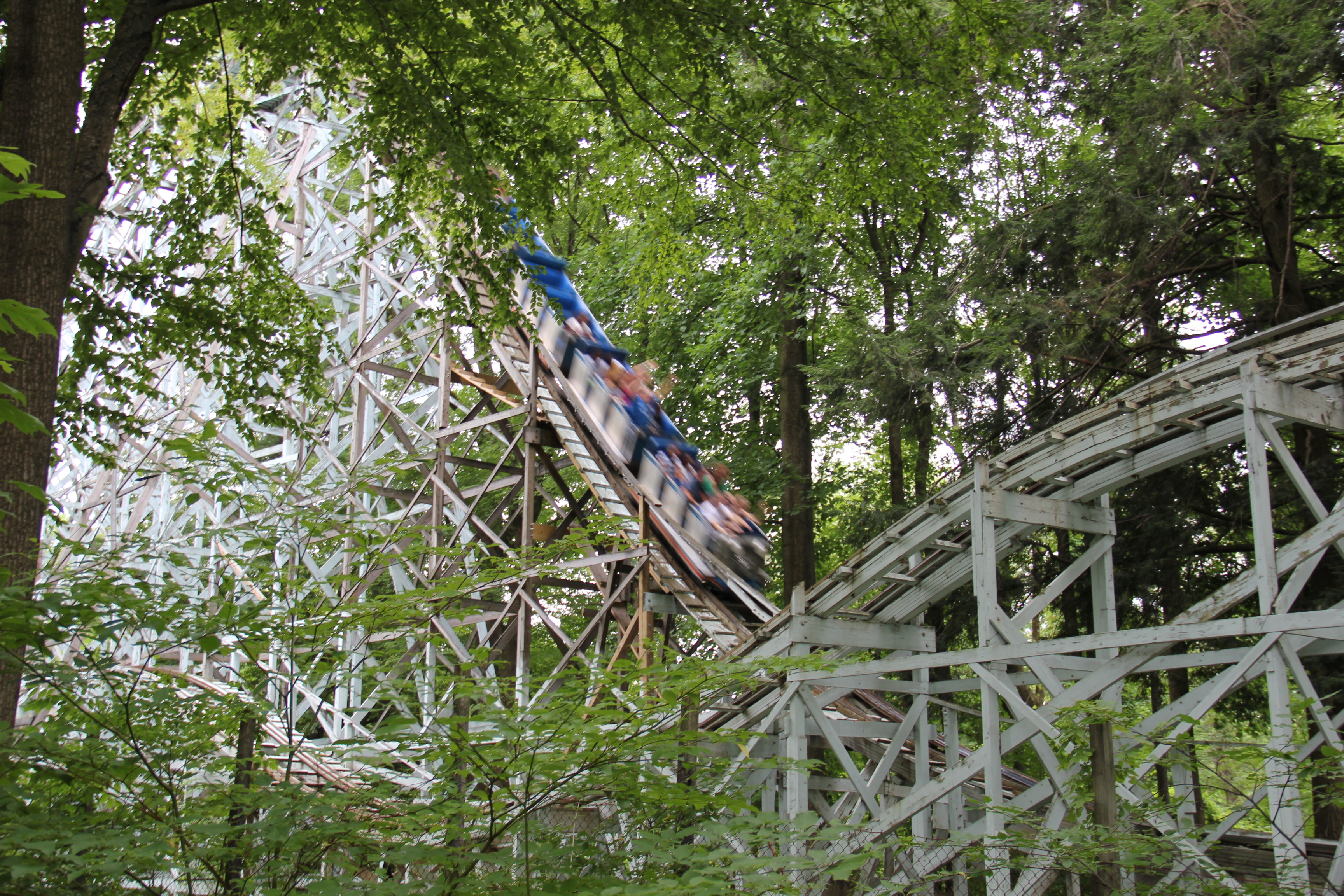
Blue Streak
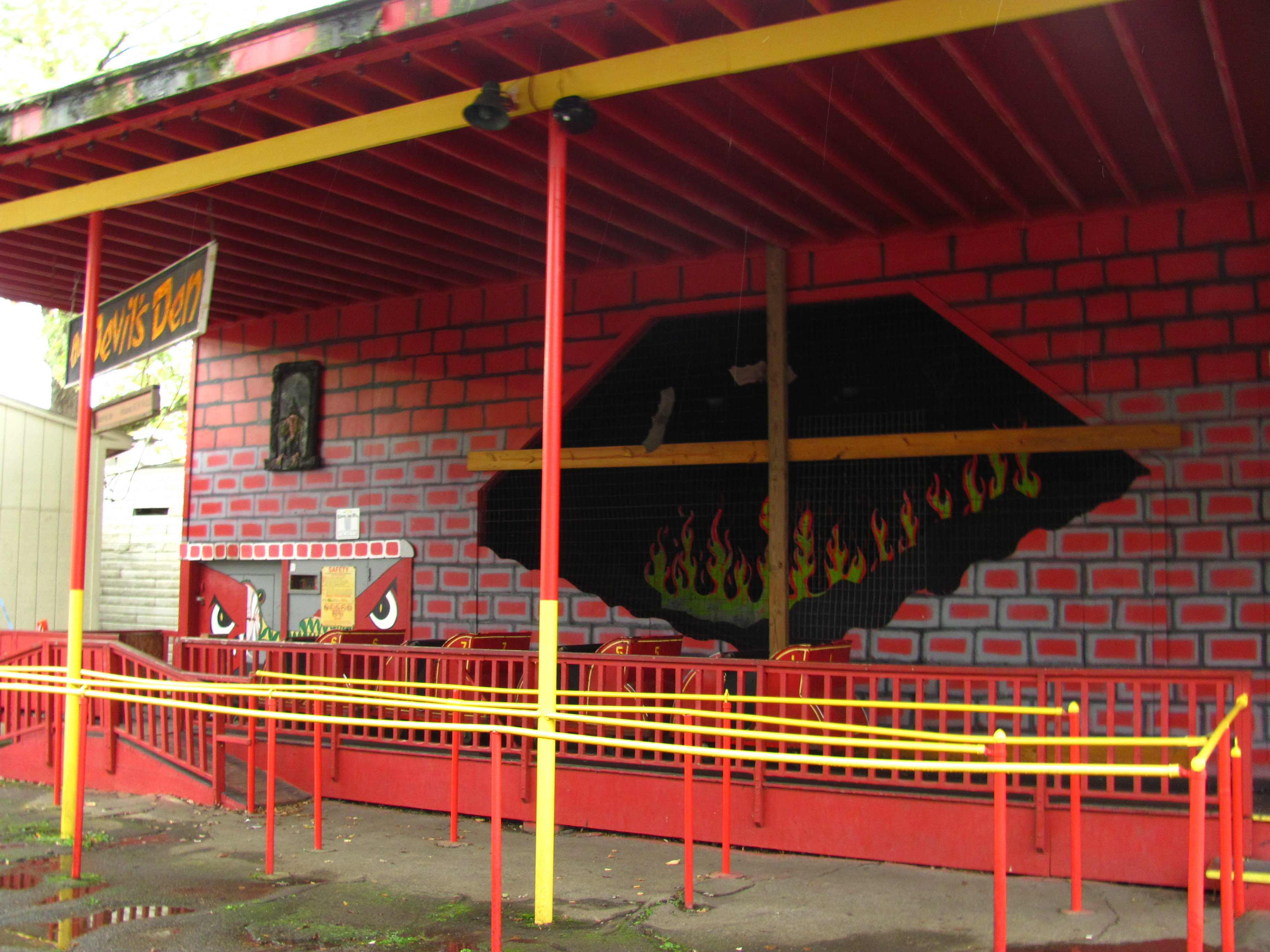
Devil's Den

#### Autres attractions
| Nom             | Type                                   | Constructeur              | Année |
| --------------- | -------------------------------------- | ------------------------- | ----- |
| Paratrooper     | Paratrooper                            | Frank Hrubetz & Co., Inc. | 1981  |
| Flying Scooters | Flying Scooters                        | Bisch-Rocco               | 1997  |
| Dodgems         | Autos tamponneuses                     | Reverchon                 | 1937  |
| Tilt-A-Whirl    | Tilt-A-Whirl                           | Sellner Manufacturing     | 1949  |
| Tumble Bug      | Tumble Bug                             | Harry Traver and Co.      | 1925  |
| Train           | Bessemer and Lake Erie Miniature Train | Allan Herschell           | 1968  |
| Carousel        | Carrousel                              | Muller                    | 1910  |
| Music Express   | Musik Express                          | Majestic Manufacturing    | 2001  |
| Trabant         | Trabant-Wipeout                        | Chance Industries, Inc    | 1997  |
| Witch's Stew    | Tempest                                | Watkins                   | 2001  |

### Splash City

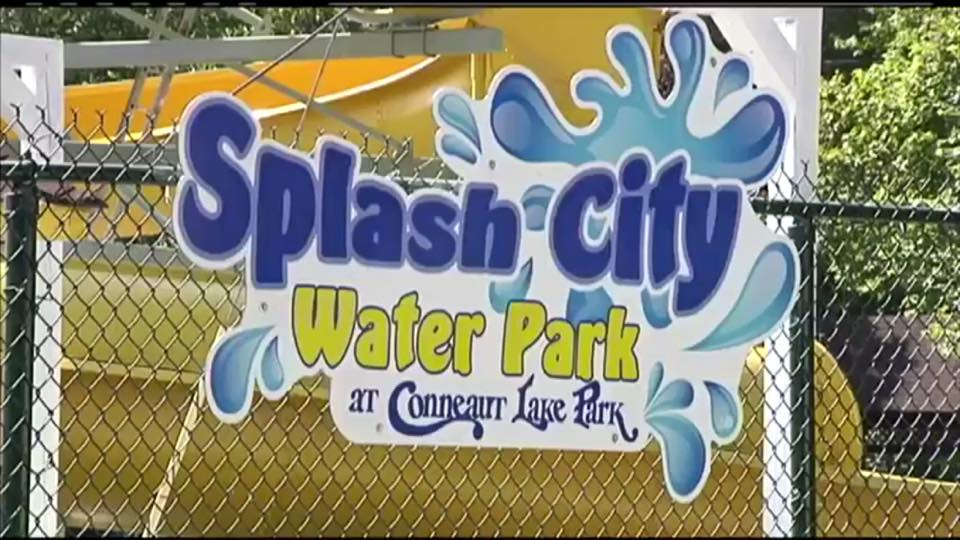
Enseigne de Splash City

Splash City est un parc aquatique situé au milieu du parc. Il contient 3 attractions principales; Cliffhanger Falls, Kiddie Cove de Connie Otter et Otter Creek River Adventure. Il y a aussi deux ponts sur l'île de la rivière paresseuse pour bronzer. Les toboggans aquatiques ont été ajoutés en 1986 et le reste du parc aquatique a été ajouté en 1991. Ils ont fonctionné de 1986-1994, 1996-2006, puis de nouveau de 2009-2010. Il était inactif entre 2011 et 2016. En octobre 2015, le parc annonçait la réouverture de Splash City en 2016. Le 28 mai 2016, Otter Creek River Adventure a rouvert ses portes au public. Le 6 août 2016, les deux chutes de Cliffhanger et Kiddie Cove de Connie Otter ont rouvert au public après six semaines d'inactivité.

### Kiddieland
Kiddieland est une petite section fermée du parc contenant 12 manèges spécifiquement pour les enfants.